# Campiglossa hirayamae
Campiglossa hirayamae är en tvåvingeart som först beskrevs av Matsumura 1916.  Campiglossa hirayamae ingår i släktet Campiglossa och familjen borrflugor. Inga underarter finns listade.